# Han Šjanču
Han Šjanču (kitajsko: 韩先楚; Pe̍h-ōe-jī: Hân Sian-chhó; pinjin: Han Xianchu), kitajski general, * 30. januar 1913, Hongan, Hubej, Kitajska, † 3. oktober 1986, Peking, Ljudska republika Kitajska.
Han Šjanču, general (Šang Džjang), je bil poveljnik 40. armade, ki je sprožila prvi kitajski strel med korejsko vojno.